# Amateurliga Berlin 1973/74
In 1973/74 werd het 24ste en laatste voetbalkampioenschap gespeeld van de Amateurliga Berlin. De Amateurliga stond recht onder de Regionalliga Berlin en vormde zo de derde klasse. SC Staaken nam namens Berlijn deel aan het Duits amateurvoetbalkampioenschap.
Na dit seizoen werd de competitie in de Bondsrepubliek Duitsland hervormd. De vijf Regionalliga's, die tussen 1963 en 1974 als tweede klasse fungeerden werden ontbonden en vervangen door de 2. Bundesliga. De hoogste amateurklasse van West-Berlijn werd nu de nieuw ingevoerde Oberliga Berlin. De Amateurliga werd nu de vierde klasse en werd in 1978 omgedoopt in Landesliga.
De top acht plaatste zich voor de Oberliga, terwijl de nummers negen en tien een kwalificatie speelden tegen de twee laatsten van de Regionalliga. De plaatsen 11 tot 15 plaatsten zich voor de Amateurliga 1974/75, omdat de vijftiende plaats een gedeelde plaats was moesten deze twee clubs nog onderling uitmaken welke dat zou zijn. De drie laatste clubs speelden dan nog tegen clubs uit de daaronder liggende A-Klasse om de laatste tickets voor de Amateurliga.

## Eindstand
| Plaatsa | Club                            | Wed. | W  | G  | V  | Saldo | Ptn.  |
| ------- | ------------------------------- | ---- | -- | -- | -- | ----- | ----- |
| 1.      | SC Staaken                      | 34   | 22 | 7  | 5  | 76:30 | 51:17 |
| 2.      | BFC Südring                     | 34   | 21 | 8  | 5  | 70:33 | 50:18 |
| 3.      | Polizei SV Berlin               | 34   | 18 | 10 | 6  | 79:48 | 46:22 |
| 4.      | VfB Neukölln                    | 34   | 16 | 7  | 11 | 59:53 | 39:29 |
| 5.      | Reinickendorfer Füchse          | 34   | 13 | 12 | 9  | 51:49 | 38:30 |
| 6.      | BSC Kickers 1900                | 34   | 13 | 10 | 11 | 40:39 | 36:32 |
| 7.      | Tennis Borussia Berlin Amateure | 34   | 13 | 9  | 12 | 52:51 | 35:33 |
| 8.      | SpVgg Wacker Siemensstadt       | 34   | 12 | 11 | 11 | 43:47 | 35:33 |
| 9.      | SpVgg Hellas-Nordwest 04        | 34   | 13 | 8  | 13 | 57:58 | 34:34 |
| 10.     | SC Union 06 Berlin              | 34   | 10 | 12 | 12 | 43:51 | 32:36 |
| 11.     | SV Preußen Wilmersdorf          | 34   | 10 | 10 | 14 | 45:43 | 30:38 |
| 12.     | Reinickendorfer FC Alt-Holland  | 34   | 8  | 13 | 13 | 51:54 | 29:39 |
| 13.     | TuS Wannsee                     | 34   | 12 | 5  | 17 | 46:61 | 29:39 |
| 14.     | SSC Südwest 1947                | 34   | 8  | 13 | 13 | 38:53 | 29:39 |
| 15.     | NFC Rot-Weiß Berlin             | 34   | 9  | 10 | 15 | 50:56 | 28:40 |
| 16.     | Spandauer BC 06                 | 34   | 10 | 8  | 16 | 40:59 | 28:40 |
| 17.     | BSC Rehberge                    | 34   | 10 | 6  | 18 | 42:64 | 26:42 |
| 18.     | BFC Meteor 06                   | 34   | 3  | 11 | 20 | 42:75 | 17:51 |

|  | Geplaatst voor Oberliga Berlin 1974/75 |
|  | Play-off voor Oberliga                 |
|  | Play-off plaats 15                     |
|  | Play-off deelname Amateurliga          |

## Eindronde

### Play-off Oberliga
| Team 1             | Team 2                   | Wed 1 | Wed 2     | Wed 3 |
| ------------------ | ------------------------ | ----- | --------- | ----- |
| SC Union 06 Berlin | BFC Preussen             | 1:0   | 0:4 (4-1) | 2:0   |
| BFC Alemannia 90   | SpVgg Hellas-Nordwest 04 | 2:1   | 1:1       | /     |

BFC Preussen tekende protest aan na de heenwedstrijd, waardoor die uiteindelijk herspeeld werd. De tweede wedstrijd eindigde in een grote overwinning voor Preussen, maar na strafschoppen trok Union 06 aan het langste eind. Daarna werd nog een derde wedstrijd gespeeld. 

#### Play-off plaats 15
De winnaar plaatste zich voor de Amateurliga 1974/75, de verliezer nam nog deel aan de play-off voor deelname daaraan.
| Team 1              | Score | Team 2          | Wed 1 | Wed 2 |
| ------------------- | ----- | --------------- | ----- | ----- |
| NFC Rot-Weiß Berlin | 2:1   | Spandauer BC 06 | 1:0   | 1:1   |

### Play-off deelname Amateurliga
| Team 1            | Score | Team 2          | Wed 1 | T Wed 2 |
| ----------------- | ----- | --------------- | ----- | ------- |
| SC Charlottenburg | 0:8   | Spandauer BC 06 | 0:2   | 0:6     |
| Lichterfelder SU  | 3:13  | BSC Rehberge    | 1:7   | 2:6     |
| VfB Hermsdorf     | 4:1   | BFC Meteor 06   | 2:1   | 2:0     |